# Mohamed Benaissa
Mohamed Benaissa (en árabe, محمد بن عيسى) (Arcila, 3 de enero de 1937 – Rabat, 28 de febrero de 2025) fue un periodista,  político y diplomático marroquí.

## Biografía
Licenciado en Periodismo por la Universidad de Minnesota, Estados Unidos, amplió después estudios en la Universidad de Columbia.
Trabajó como agregado de prensa en la representación diplomática de Marruecos en las Naciones Unidas y más tarde en Etiopía. Entre 1967 y 1971 pasó a formar parte del equipo de consejeros de la FAO para África. Después siguió desarrollando trabajos en las oficinas de información de la FAO en Roma, llegando a ser consejero del Secretario General de Naciones Unidas en la Conferencia de la FAO en 1974 y 1975 y asesor de información y comunicación de Naciones Unidas hasta 1985.
Pudo compatibilizar, a mitad de la década de los años 80, su actividad internacional con el cargo de alcalde de Arcila, su ciudad natal, al tiempo que ejerció como redactor jefe de los diarios Al-Mithaq y Al-Maghrib.
Se incorporó al Gobierno de Marruecos en 1985 cuando fue nombrado Ministro de Cultura, donde cesó en 1992 para ser nombrado embajador de Marruecos en Estados Unidos. Regresó al Gobierno en 1999 como Ministro de Asuntos Exteriores, puesto que ocupó de forma ininterrumpida hasta 2007, siendo relevado por Taieb Fassi-Fihri.